# Dowelltown
Dowelltown és una població dels Estats Units a l'estat de Tennessee. Segons el cens del 2000 tenia 302 habitants.

## Demografia
Segons el cens del 2000, Dowelltown tenia 302 habitants, 134 habitatges, i 90 famílies. La densitat de població era de 149,5 habitants/km².
Dels 134 habitatges en un 27,6% hi vivien nens de menys de 18 anys, en un 50% hi vivien parelles casades, en un 11,2% dones solteres, i en un 32,8% no eren unitats familiars. En el 32,8% dels habitatges hi vivien persones soles el 17,2% de les quals corresponia a persones de 65 anys o més que vivien soles. El nombre mitjà de persones vivint en cada habitatge era de 2,25 i el nombre mitjà de persones que vivien en cada família era de 2,86.
Per edats la població es repartia de la següent manera: un 24,2% tenia menys de 18 anys, un 7,3% entre 18 i 24, un 28,1% entre 25 i 44, un 24,8% de 45 a 60 i un 15,6% 65 anys o més.
L'edat mediana era de 39 anys. Per cada 100 dones de 18 o més anys hi havia 84,7 homes.
La renda mediana per habitatge era de 22.273 $ i la renda mediana per família de 31.500 $. Els homes tenien una renda mediana de 28.750 $ mentre que les dones 20.469 $. La renda per capita de la població era de 10.757 $. Entorn del 23,2% de les famílies i el 26,9% de la població estaven per davall del llindar de pobresa.

## Poblacions més properes
El següent diagrama mostra les poblacions més properes.